# شاراليا أليكسيس
شاراليا أليكسيس (بالإنجليزية: Charlesia Alexis)‏ (8 سبتمبر 1934 - 16 ديسمبر 2012)، ناشطة ومغنية شاغوسية.

## حياتها المُبكرة
وُلدت أليكسيس بدييجو غارسيا. ذهبت أليكسيس وعائلتها إلى بورت لويس في موريشيوس في عام 1967 ليتلقى زوجها العلاج الطب، ولم يُسمح لهم بالعودة إلى الوطن بعد ذلك لأن الولايات المتحدة رغبت في إنشاء قاعدة عسكرية في الأرخبيل.

## حياتها المهنية
دفعت الحكومة البريطانية في عام 1982 تعويضات للشاغوسيين المنفيين. ومع ذلك، قام الشاغوسيين من خلال قبول التسوية بالتوقيع على حقهم في العودة أيضًا. أسست أليكسيس مع ليزيتي تاليت وريتا بانكولت مجموعة لاجئي شاجوس في عام 1983. خاضت مجموعة لاجوس شاغوس معركتها أمام المحاكم البريطانية، حيث فازت بالمحاكم الأولية، لكنها رأت أن تلك النتيجة بمثابة انقلاب على أسياد القانون. رفعت المجموعة قضيتها بعد ذلك إلى المحكمة الأوروبية لحقوق الإنسان ؛ والتي حكمت في في عام 2012 أن قضيتهم غير مقبولة.
مُنح النازحون التشاغوسيان الجنسية البريطانية في عام 2002 . وفي عام 2004 ، استقرت أليكسيس في كراولي.
أصدرت أليكسيس العديد من تسجيلات الأغاني.
تُوفيت الكسيس في كراولي عن عمر يناهز 78 عامًا.